# ونسا ۴۹۹

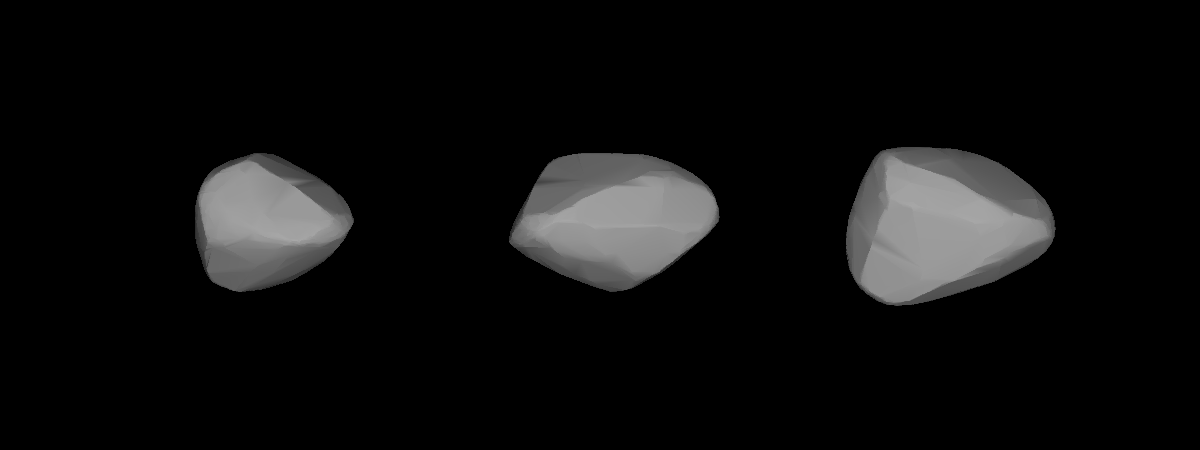
مدل سه‌بُعدی سیارک ونسا ۴۹۹ بر طبق منحنی نور آن

سیارک ۴۹۹ (به انگلیسی: 499 Venusia، نامگذاری:1902KX) چهارصد و نود و نهمین سیارک کشف شده‌است که در ۲۴ دسامبر ۱۹۰۲ و در هایدلبرگ کشف شد.
قدر مطلق سیارک برابر ۹٫۳۹ است.